# Aethrodiscus
Aethrodiscus transversalis es una especie de araña araneomorfa de la familia Araneidae. Es el único miembro del género monotípico Aethrodiscus. Es originaria de África central.